# By the Grace of God (canción)
«By the Grace of God» es una canción interpretada por la cantante y compositora estadounidense Katy Perry, incluida en su tercer álbum de estudio Prism, de 2013.  La canción fue compuesta y producida por Perry y Greg Wells. Su composición tuvo lugar después de la ruptura con el comediante británico Russell Brand. Esto inicialmente hizo a la intérprete planear un álbum «más oscuro»; pero luego decidió canalizar todo su dolor en la canción, que habla acerca del suicidio al que intentó someterse por lo abrumada que se sintió al recibir la solicitud de divorcio.

## Antecedentes y desarrollo

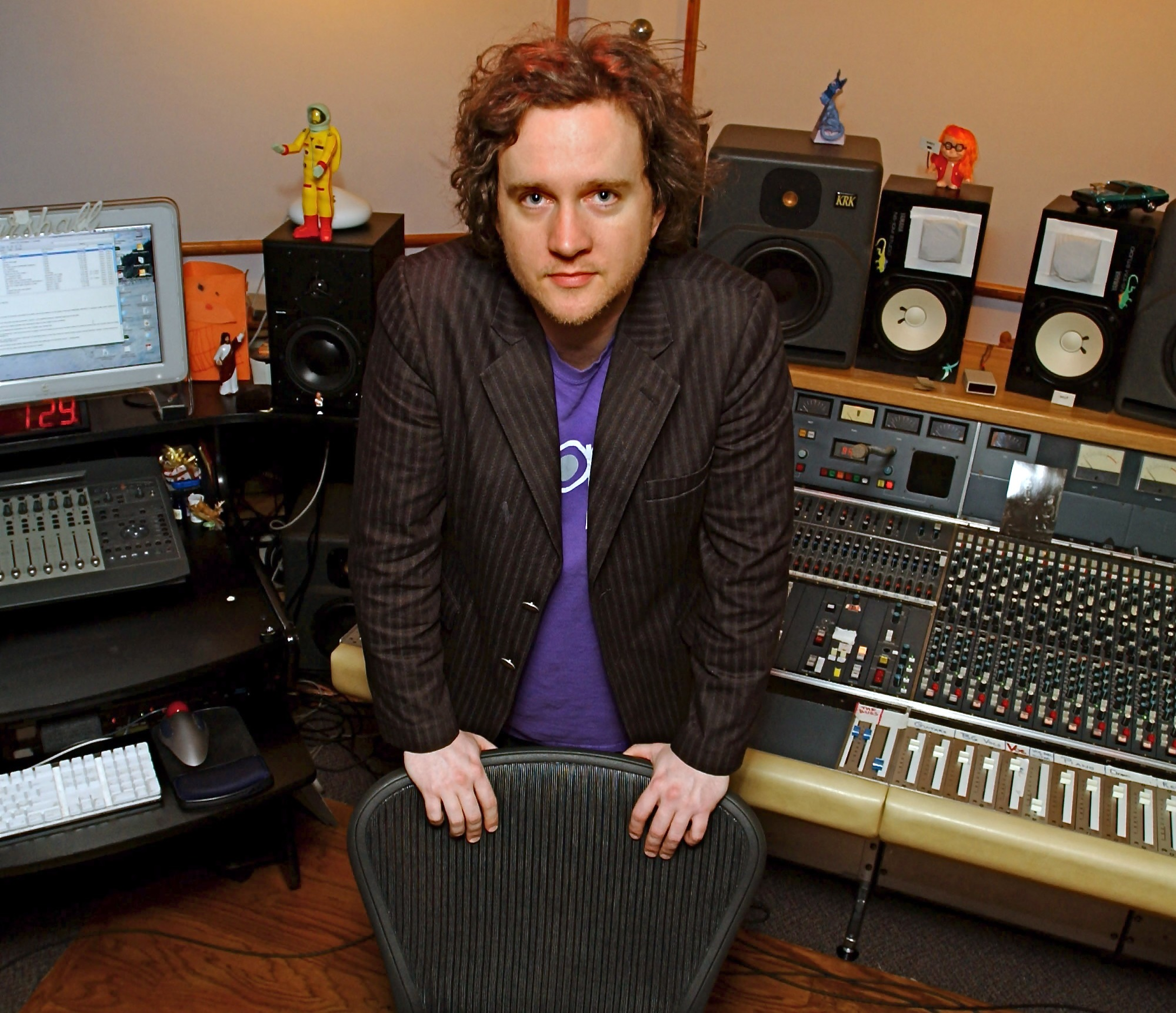
Greg Wells

Russell Brand le pidió el divorcio a Perry el 31 de diciembre de 2011 a través de un mensaje de texto, después de la notificación, la artista estuvo tan preocupada por la situación que pensó en el suicidio. En noviembre de 2014, la artista relató acerca de la situación en el programa de televisión The Project que hubo pensamientos suicidas tras la ruptura; «pero nunca hubo acciones». Asimismo afirmó que fue la primera canción que compuso para Prism, estando en un «lugar diferente», «en un lugar oscuro». Posteriormente, trató de convertir su dolor en algo positivo para servir de ejemplo a las personas que siempre sienten que son las únicas que pasan por situaciones malas.

## Créditos y personal
- Katy Perry: artista principal, producción, compositora, producción vocal.
- Greg Wells: compositor, productor, batería, piano, programación y sintetizador.
- Serban Ghenea: mezcla.
- John Hanes: ingeniero de mezcla.
- Capitol: compañía discográfica.
- Virgin EMI: compañía discográfica.

Créditos adaptados a las notas y líneas de Prism.

## Posicionamiento en listas

### Semanales
| País           | Lista                          | Mejor posición |      |
| 2015           | 2015                           | 2015           | 2015 |
| -------------- | ------------------------------ | -------------- | ---- |
| Corea del Sur  | Gaon International Chart       | 77             |      |
| Estados Unidos | Bubbling Under Hot 100 Singles | 10             |      |
| Estados Unidos | Digital Songs                  | 71             |      |
| Reino Unido    | UK Singles Chart               | 179            |      |